# 사비교인
사비교인 또는 사비교도(아랍어: الصابئة, الصابئون‏)는 이슬람교의 경전인 《꾸란》에서 유대교인, 기독교인과 더불어 책의 사람들이라고 3차례 언급된 종파이다. 이슬람교의 서적인 하디스에서는 이들이 이슬람교로 개종했다고 기술되었다.
시간이 지나면서 사비교인의 정체성과 역사에 대한 관심이 증가했다. 사비교인에 대한 연구와 논의는 후기 이슬람 문학에서 등장하기 시작했다. 사비교인은 고대 유대 기독교인 종파인 엘카사이파, 헤르메스주의, 만다야교를 비롯한 영지주의 종파와 함께 초기 작가들에 의해 확인되었다. 오늘날 만다야교도들은 여전히 사비교인으로 널리 알려져 있다.
830년에는 아바스 왕조의 칼리프인 알 마문이 이끄는 군대가 비잔티움 제국 원정 도중에 시리아 북부에 위치한 하란 마을에 입성했는데 하란 마을의 주민들이 기독교인도, 무슬림도, 유대교도도, 마기교도도 아니라는 사실을 알게 된다. 이를 계기로 알 마문은 하란 마을의 주민들이 이슬람교의 관습 또는 꾸란에 의해 허용된 하나의 종교로 개종하지 않으면 지하드의 대상이 된다고 규정했다.
하란의 주민들은 대부분 이슬람교, 기독교로 개종했지만 일부 주민들은 사비교인을 자처했다. 이를 계기로 하란 주민들은 천문학, 철학, 자연 과학, 의학 연구를 통해 이슬람 세계의 문화 발전에 큰 공적을 남기게 된다. 1032년부터 1033년 사이에 무슬림 민병대가 하란을 정복하면서 하란의 주민들 또한 이슬람교 사회에 동화되고 만다. 현대 이라크에서는 세례자 요한의 가르침을 따르는 주민들이 사비교인을 자처하기도 한다.